# Ideale Nacktheit

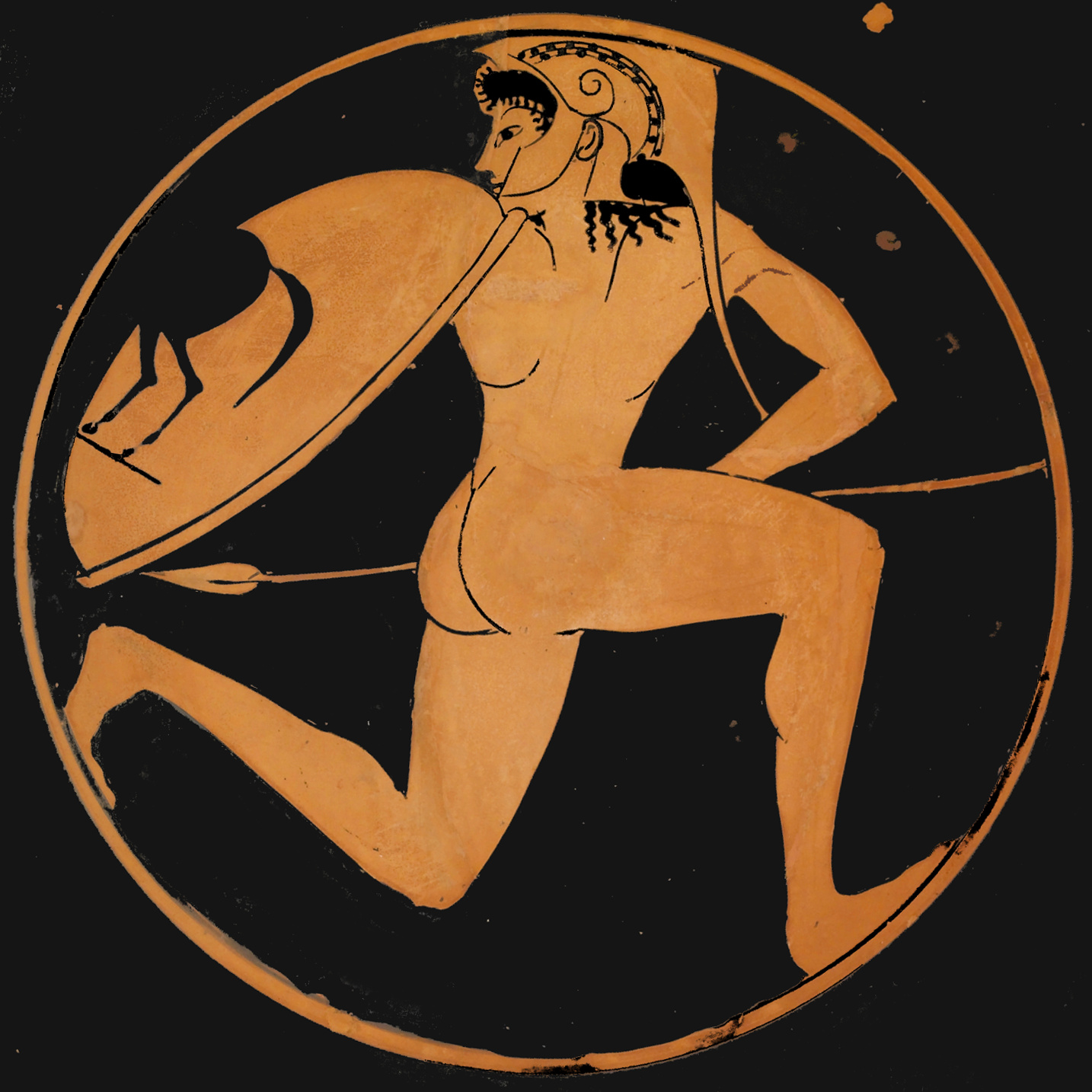
Nackter Waffenläufer auf einem attisch-rotfigurigen Schalen-Tondo des Colmar-Malers, um 510 v. Chr.; Walters Art Museum, Baltimore

Ideale Nacktheit oder heroische Nacktheit sind neuzeitliche Begriffe für die idealisierende, nicht die Realität wiedergebende Nacktheit in der Kunst seit der griechischen Antike. Vielmehr stand sie für Jugend, Schönheit, Kraft, Reinheit und damit verwandte, vorrangig positiv männlich besetzte Eigenschaften. Bei Frauen entstand die Vorstellung einer idealen Nacktheit erst im Mittelalter. In verschiedenen Formen wurde die Vorstellung bis ins 20. Jahrhundert tradiert.
Während die Darstellung idealisierender Nacktheit in der Antike nicht die Wirklichkeit, dafür aber reale Eigenschaften widerspiegelte, orientierten sich entsprechende Bildnisse seit der Renaissance nicht mehr an der Natur, sondern an einer idealisierenden Vorstellungs- und Gedankenwelt. Damit unterscheiden sich ihre Grundlagen in Antike und Neuzeit – trotz optischer Überschneidungen und neuzeitlicher Rückgriffe auf antike Kunst – in diametraler Weise. Andererseits verbindet diese Darstellungsform zwei Epochen der abendländischen Kunst miteinander und unterscheidet sie von anderen Formen der Weltkunst.

## Idealisierte Nacktheit in der Antike

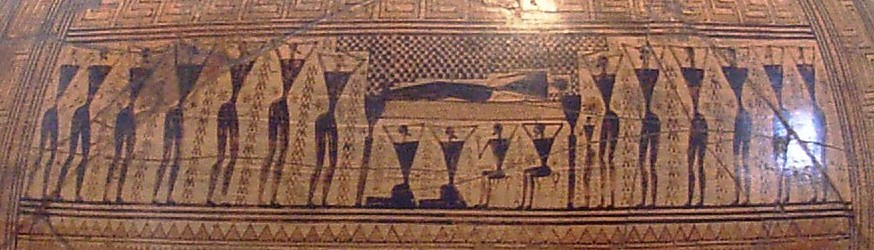
Prothesis-Darstellung auf der Dipylon-Amphora, Athen

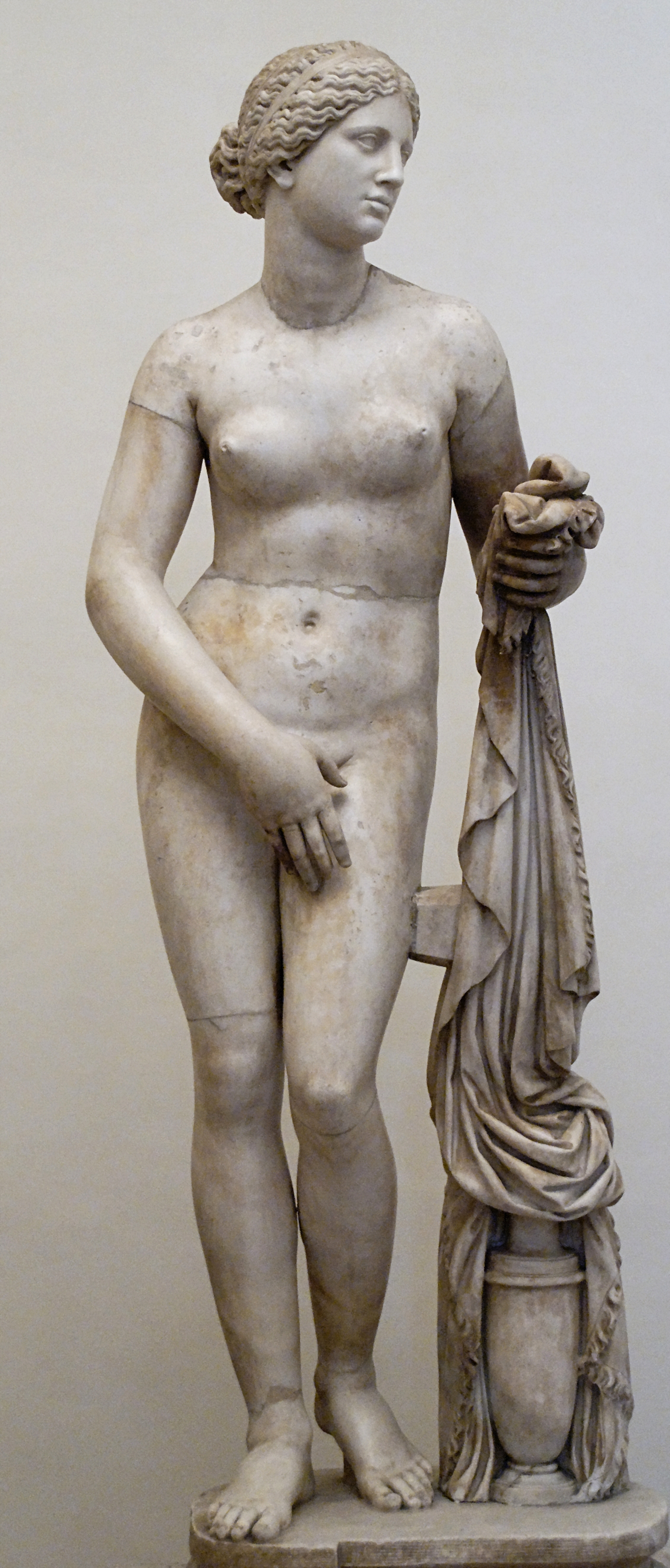
Knidische Aphrodite in einer römischen Marmorkopie, Palazzo Altemps, Rom

Es gibt keine Schriftzeugnisse über die Gründe, warum die Griechen begannen, Menschen nackt zu zeigen. Somit bleibt es der Archäologie sowie der Kunst- und Kulturwissenschaft überlassen, die Gründe für derartige Darstellungen zu erschließen.
Die Idee, den menschlichen Körper in seiner nicht der Realität entsprechenden, sondern als Ideal aufgefassten Nacktheit darzustellen, entwickelte sich im antiken Griechenland. Sowohl im Mythos als auch in der gelebten Realität entspricht Nacktheit weder für Männer noch für Frauen der Norm. Im Gegenteil, abgesehen von Ausnahmesituationen oder aber dem Sport, dem Besuch des Bades oder in kultischen Zusammenhängen waren sowohl komplette als auch teilweise Nacktheit eher die Ausnahme. Doch ausgerechnet die antike Kunst, die Nacktheit in einer nicht-realen, heroisierenden Weise zeigt, sollte das Bild der Antike in nachantiker Zeit in letztlich die Realität verfälschender Weise prägen.
Schon bei frühen Beispielen der attisch-geometrischen Kunst, etwa der Dipylon-Amphora, ist die idealisierte Nacktheit angedeutet. Noch sind die Menschen hier als Silhouetten gestaltet, doch sind bestimmte Aspekte, die Männlichkeit und Stärke symbolisieren, besonders hervorgehoben. Die Oberkörper wirken in ihrer Dreiecksform ebenso athletisch wie die auffälligen Oberschenkel. Kleidung kann man, abgesehen von Schwertern an Gürteln, nicht erkennen. Dennoch ist klar, dass hier keine reale Nacktheit gezeigt werden sollte, denn dies wäre den Konventionen für die dargestellte Szene der Totenaufbahrung zuwidergelaufen. Die Darstellung symbolisierte ethische, aristokratische Werte. Gleichwohl wurde das Schema dieser scheinbaren Nacktdarstellungen, das auch in der gleichzeitigen Kleinplastik begegnet, von nun an in der griechischen Kunst weiterentwickelt. Hauptsächlich syrische Einflüsse waren im 8. und 7. Jahrhundert v. Chr. für eine kurzzeitig produzierte Gruppe von Statuetten in sich geschlossener, nackter Frauen verantwortlich, die vor allem in Lakonien produzierten archaischen nackten Spiegelträgerinnen waren ägyptisch beeinflusst. Der nächste bedeutende Schritt für die Darstellung männlicher Nacktheit waren die nackten Kouros-Statuen in der Archaik, die sich an bekleideten ägyptischen Vorbildern orientierten. Auch hier spiegelte die Nacktheit keine Realität, sondern ein Ideal von Jugend und Athletik wider. Auffallend ist, dass die weiblichen Gegenstücke, die Kore-Statuen, komplett bekleidet gezeigt wurden. Während die Darstellung nackter Athleten durchaus der Realität entsprach, war die Darstellung nackter Krieger entgegen jeder (gelebter) Realität.
In der Archaik trennten sich verschiedene Wege der Darstellung von Nacktheit. Neben der idealisierten Form gab es auch die Darstellung etwa von Handwerkern (Banausen), die ebenso wenig Heroisches in sich trug wie die von nackten Schauspielern der griechischen Komödie. Auf den Schauspieler darstellenden Phlyakenvasen der rotfigurigen unteritalischen Vasenmalerei des 4. Jahrhunderts v. Chr. wurde die Nacktheit durch Kostüme mit großen Phalloi sogar noch übertrieben und damit karikiert. Auch die Darstellung nackter und beraubter gefallener Feinde spiegelt kein Ideal wider, ebenso wenig die Darstellung nackter Frauen in der Klassik, die keinen direkten Bezug zur Religion oder Mythologie hatten. Sie zeigten keine Idealfälle von Nacktheit, sondern im Allgemeinen Hetären, also Frauen am Rande der Gesellschaft. Sie waren inspiriert von Praxiteles’ Statue der Aphrodite von Knidos nach dem Modell der Hetäre Phryne, der ersten Großplastik, die eine Frau vollständig nackt zeigte. Es wurde die bekannteste Statue der Antike, kein anderes Werk wurde in so vielen Kopien überliefert. Dabei wirkte die Statue auf die Zeitgenossen zunächst geradezu verstörend und wühlte noch spätere Generationen auf. Die entblößten weiblichen Brüste blieben in der griechischen Klassik im Allgemeinen auf göttliche und mythologische Personen beschränkt, es bildete sich sogar ein typisches Schema für die Anordnung heraus. Der Schambereich wurde im Allgemeinen durch Kleidungsstücke oder Accessoires verdeckt oder die Sicht auf ihn zumindest wie beim Typus der Venus pudica mit vorgehaltenen Händen eingeschränkt.
Die verbreitete Darstellung von nackten Göttern begann im 5. Jahrhundert v. Chr. Bis dahin wurden die meisten männlichen Götter bekleidet und bärtig dargestellt. In der Klassik wechselte die Darstellungsform einiger Götter stark. So wurden etwa aus Apollon, Dionysos oder Hermes Götter, die durch ihre Nacktheit und Bartlosigkeit Jugendlichkeit und Kraft in idealer Weise verkörpern sollten. Somit erfolgte eine Verjüngung und Verklärung der Götter. Auch einige Göttinnen, zunächst vor allem Aphrodite, später etwa auch Nike, wurden in einer idealen Verkörperung von Nacktheit gezeigt. Nymphen und Mänaden hingegen verkörperten wie Satyrn eher eine rohe, sexualisierte Nacktheit, die wenig mit dem Ideal zu tun hatte. Diese Bilder der dionysischen tryphe stehen wie auch erotische Abbildungen seit frühhellenistischer Zeit neben den heroisierenden Bildern.
In der Vasenmalerei finden sich auch in der Klassik Beispiele von heroischer Nacktheit, die in einer direkten Linie von der Darstellung auf der Diplon-Amphora gesehen werden können. So gibt es Bilder von Kriegers Abschied, in denen der Krieger nackt, oft nur bekleidet mit seinen Waffen als Insignien der Männlichkeit gezeigt wurde. Auch hier ist kein realer Abschied in nackter Form vorstellbar, sondern die Interpretation als idealisierte Darstellung von Jugend, Schönheit, Kraft, Mut und Kampfeswille sicher. Seit die idealisierte nackte Darstellung von Göttern zur Normalität wurde, war vor allem im demokratischen Athen eine idealisierte Darstellung nackter echter Menschen immer mehr ein Ding der Unmöglichkeit. Es widersprach dem Gleichheitsgebot, einzig im Bereich der Athletendarstellung war Nacktheit weiterhin möglich. Auch andere Regionen Griechenlands folgten dieser Entwicklung. So konnte ein thessalischer Dynast in der Zeit zwischen 336 und 332 v. Chr. in Delphi nur diejenigen seiner Vorfahren durch nackte Statuen ehren, die auch wirklich Erfolge als Athleten erzielt hatten. Anders war es etwa in der Region Böotien, wo die attische Vorstellung der demokratischen Gleichheit und die Ablehnung der Heraushebung Einzelner aus der Masse nicht von Bedeutung war. Hier konnten selbst gefallene Krieger auf ihren Grabmalen nackt und damit idealisiert gezeigt werden.

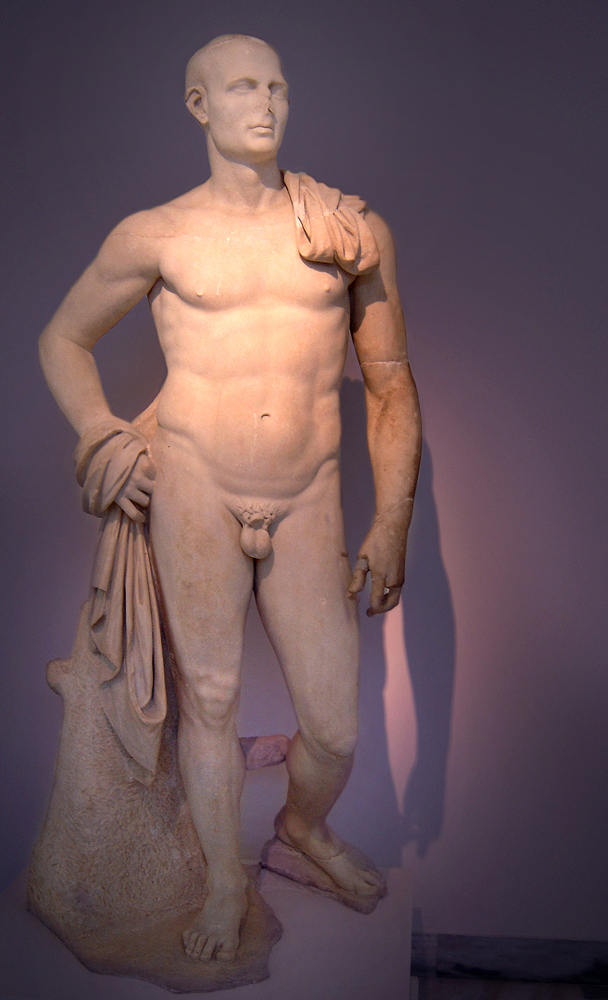
Statue wohl eines Römers aus Delos, um 80 v. Chr. Archäologisches Nationalmuseum Athen

Bei Männern gab es ab dem 5. Jahrhundert v. Chr. eine sanft einsetzende Entwicklung, die rein mythische Ebene bei den Dargestellten zu verlassen oder die dargestellten Menschen durch die Darstellungsweisen an Götter und Heroen anzunähern. So feierte etwa der Parthenon-Fries das ideale athenische Menschenbild eben auch durch die Darstellung nackter Athener. Umstritten ist in der Forschung, ob es sich dabei eventuell um attische Strategen handeln könnte. In nachklassischer und hellenistischer Zeit wandelte sich die Konnotation von einer idealisierenden Nacktheit immer mehr zu einer heroisierenden. Menschen wurden nicht mehr so sehr in einer idealen Form als in einer heroischen Form gezeigt. Der erste Mensch, der sich abseits des Athletenwesens in idealer Form nackt darstellen ließ, war wohl Alexander der Große. Auch bei ihm sollte die Nacktheit für Schönheit, Jugend und Kraft stehen. Aufgrund seines frühen Todes waren in Alexanders Fall diese Ideale auch gegeben. Während des Hellenismus wurde die Darstellung nackter Herrscher die Regel. Wie in der hellenistischen Kunst oft üblich, wurden Idealismus und Realität nicht selten verbunden. So wurden die Körper in idealer Form gestaltet, Köpfe, Porträts und Büsten aber oft der Realität angepasst. Die Bildhauer kombinierten in diesen Fällen nackte jugendliche Körper mit offensichtlich Alterszüge – etwa Glatzen – zeigenden Porträts.
In verschiedenen zeitlichen Phasen übernahmen die Römer diese Art der Darstellung. Ausschlaggebend für die Darstellung von Personen und Göttern in idealer Nacktheit war der jeweilige Zeitgeist, der meist durch führende Persönlichkeiten des öffentlichen Lebens oder das Kaiserhaus geprägt wurde. Das Aufstellen vollständig nackter Plastiken in der offiziösen Kunst blieb bis in der Frühzeit des Prinzipats sehr selten. Erst im 2. Jahrhundert gewannen überlieferte griechisch-künstlerische Konventionen in der römischen nichtsakralen Vollplastik zeitweilig an Bedeutung. Eine Darstellungsform, wie sie in dieser Form weder zuvor noch danach von den Römern gepflegt wurde. So ließen sich in dieser Zeit bestimmte gräkophile Kaiser und reiche Privatpersonen in heroischer Nacktheit abbilden. Nackte heroische Statuen mit Kaiserporträts waren somit insbesondere im 2. Jahrhundert n. Chr. möglich, hoben sie den Dargestellten doch in mythische Sphären und vermittelten den Betrachtern nicht den Eindruck der realen Nacktheit der Abgebildeten. Manchmal kam es auch zur Darstellung weiblicher Angehöriger des Kaiserhauses als Venus, auch hier sollte nicht auf das reale Aussehen der Dargestellten referiert werden. Die Adaption dieser Darstellungsformen seit augusteischer Zeit führt zu einer Verselbstständigung der Bildkonventionen. Sie wurden somit von den kulturellen Wurzeln getrennt. Daneben stand trotz einer zunehmenden, durch stoische Philosophie und römische Literaten beeinflussten Körperfeindlichkeit noch bis in die Spätantike und die frühchristliche Zeit immer auch die erotische und dionysische Kunst.
Männliche Dargestellte wurden im Allgemeinen anatomisch korrekt dargestellt, auch wenn die Genitalien zumeist kleiner als in der Realität wiedergegeben wurden. Sie sollten den ästhetischen Gesamteindruck nicht schmälern. Die Genitalien wurden als für den heroisierenden Sinn nicht so wichtig angesehen, somit war eine Darstellung in realer Größe nicht von Bedeutung und sollte nicht vom restlichen Körper ablenken. Weitaus größer war der Eingriff jedoch bei der Anatomie der Frau. Anstelle der Vulva wurde ein makellos perfektes Dreieck gezeigt, selbst Schambehaarung wurde selten auch nur angedeutet. Diese „reine“ Leistenbeuge blieb bis ins 20. Jahrhundert die Konvention bei der Darstellung nackter Frauen in der abendländischen Kunst.

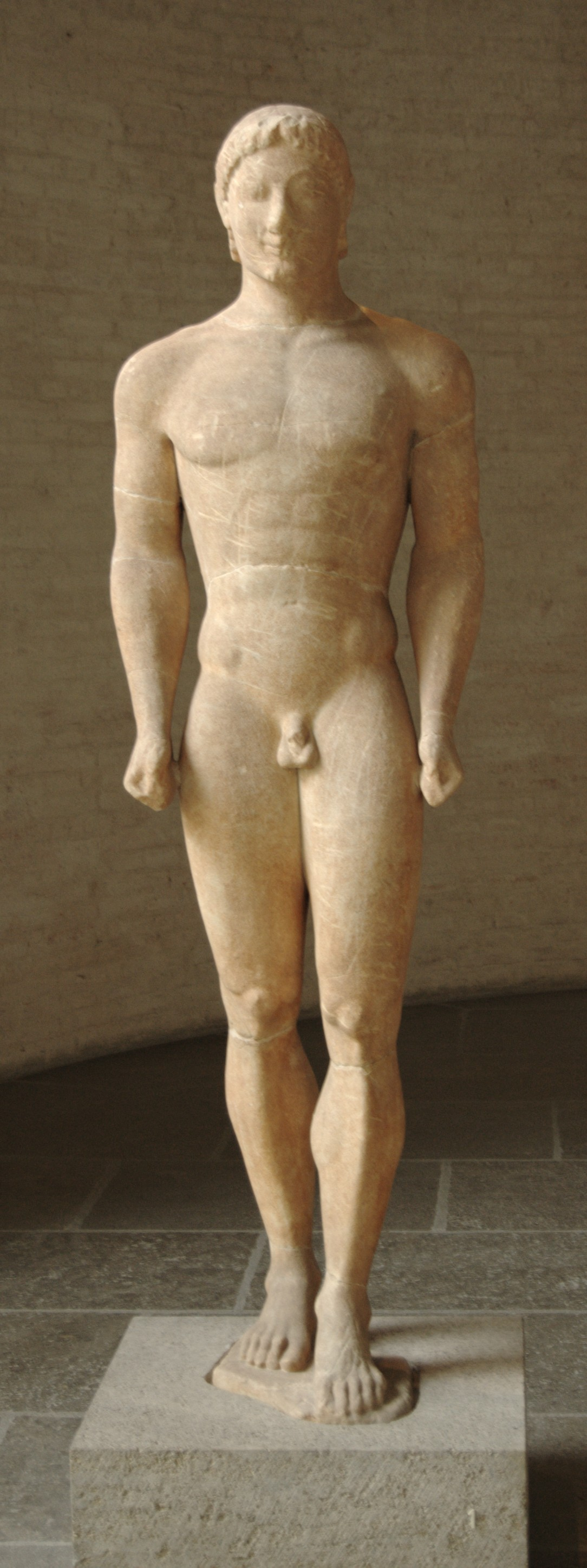
Münchener Kouros, um 540/30 v. Chr.; Glyptothek, München
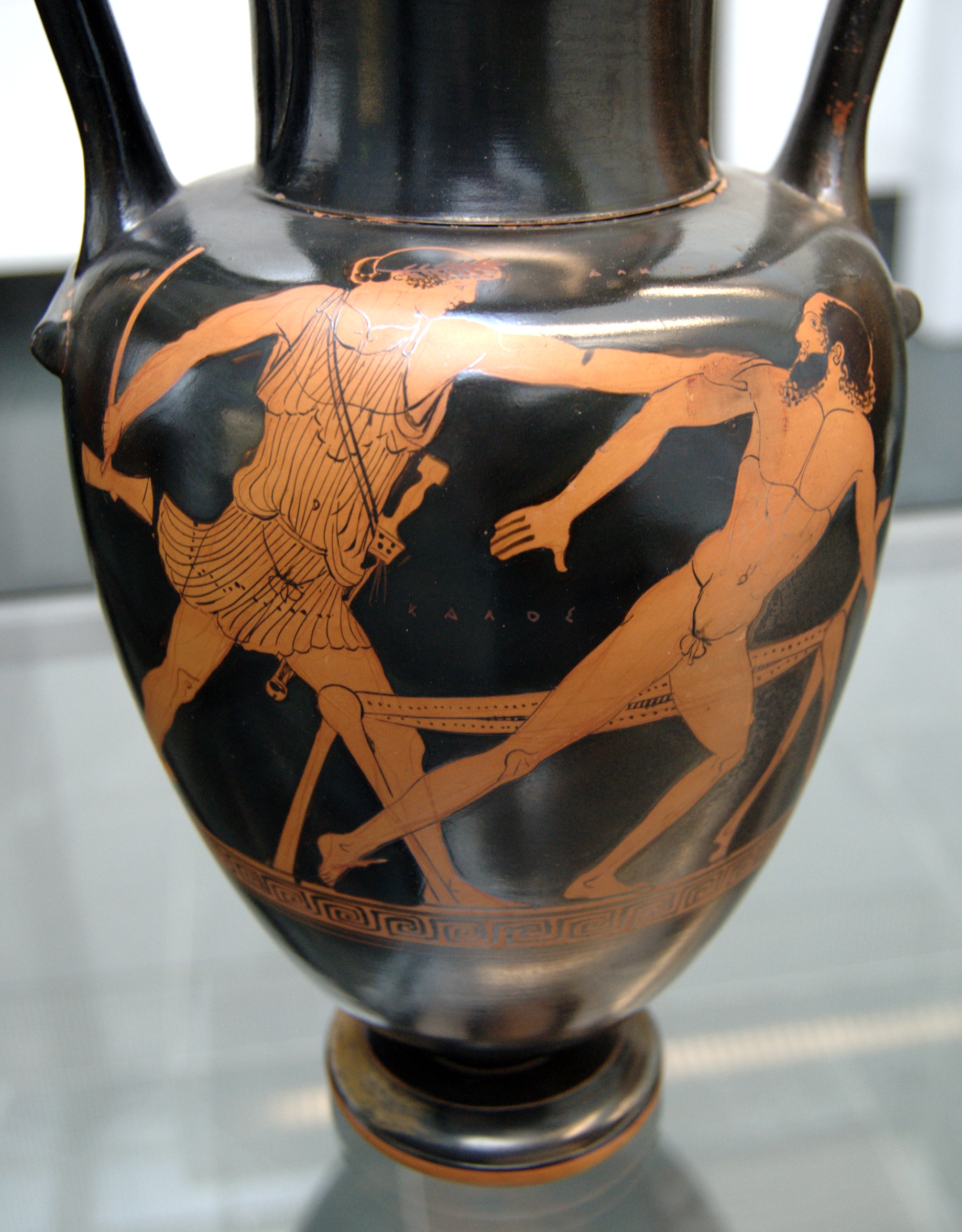
Theseus und Prokrustes, Amphora des Alkimachos-Malers, um 470/60 v. Chr.; Staatliche Antikensammlungen, München
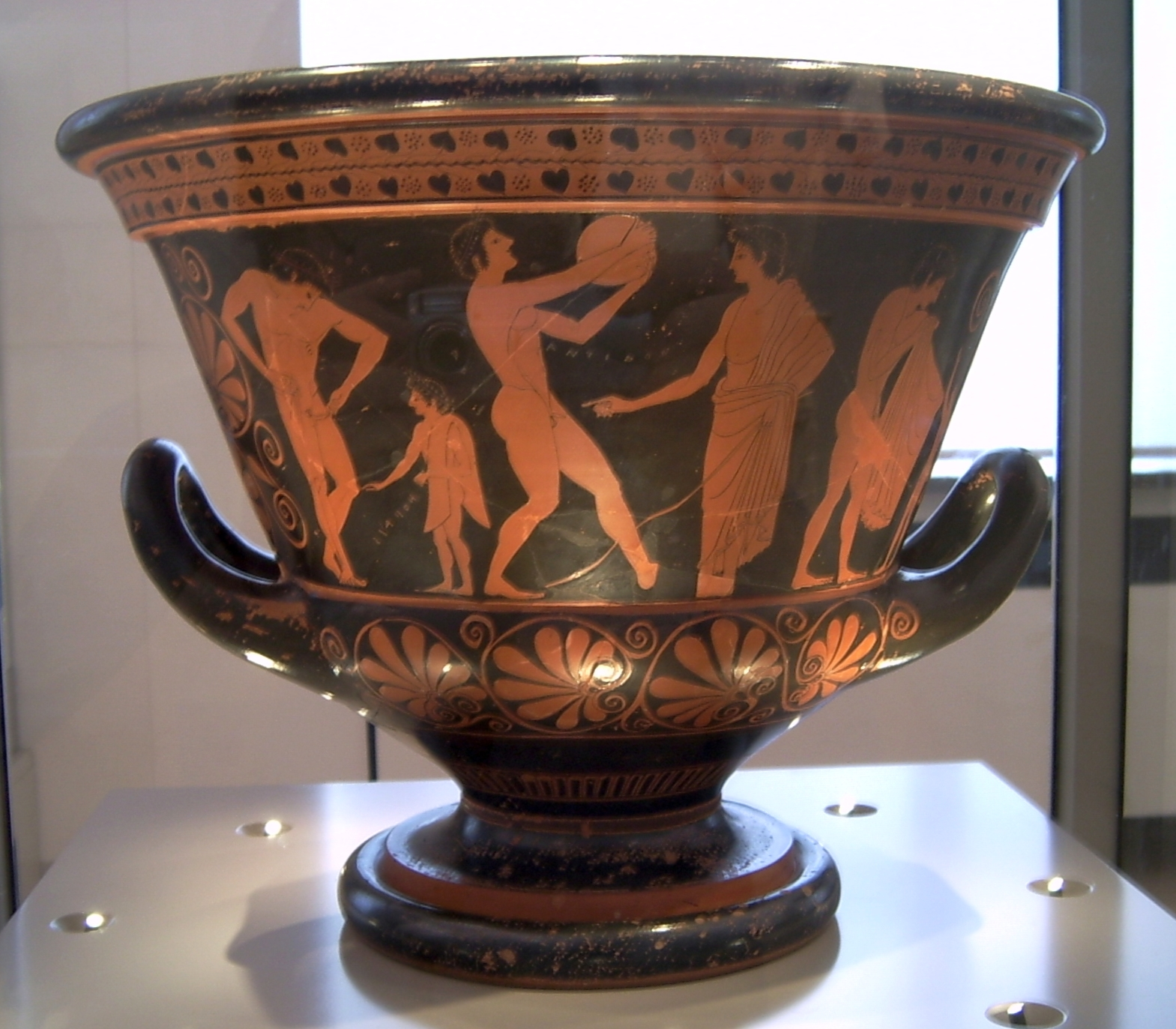
Athleten auf einem Kelchkrater des Euphronios, um 510/500 v. Chr.; Antikensammlung Berlin
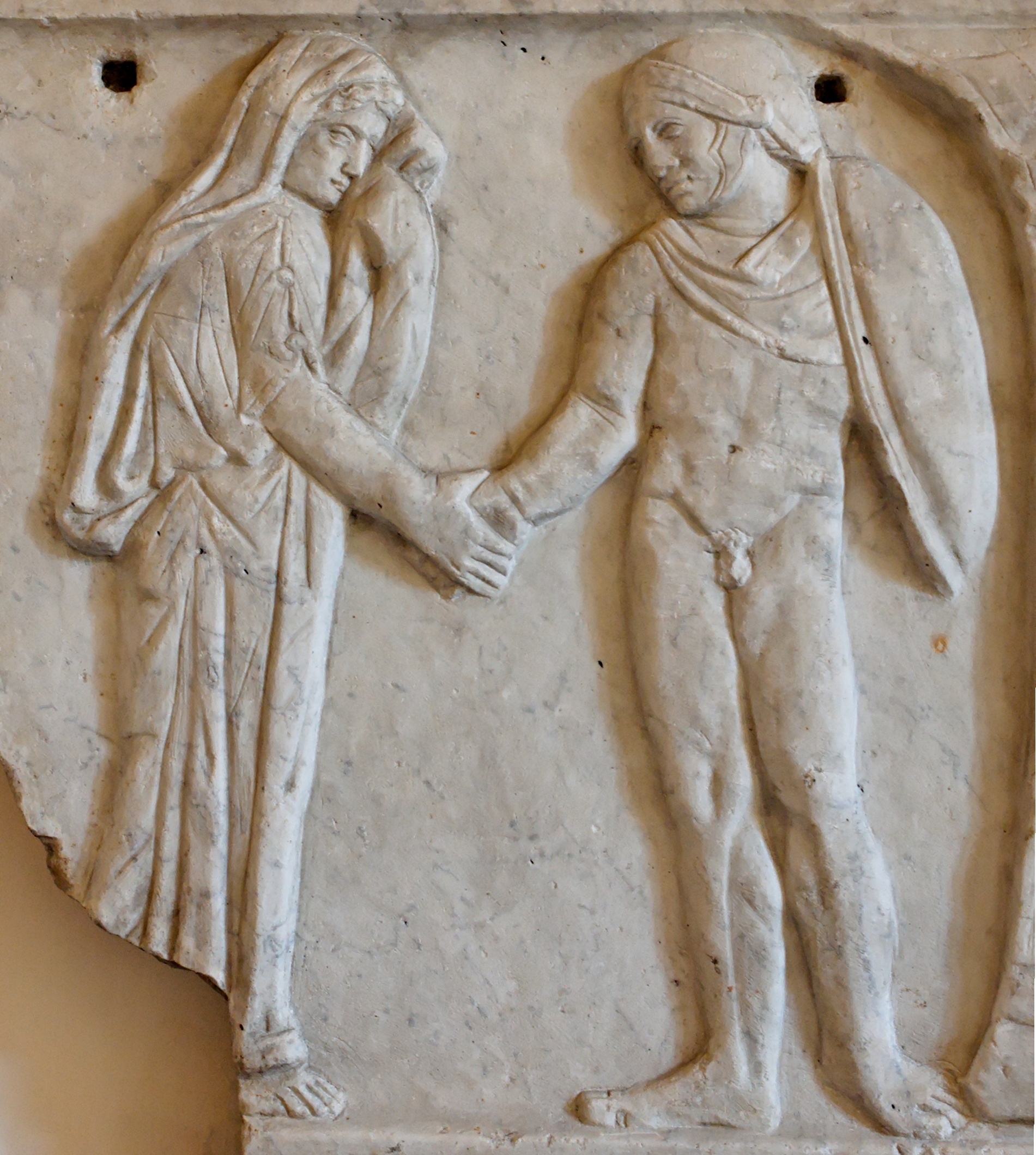
Kriegers Abschied: Iason und Medea, römischer Sarkophag, spätes 2. Jahrhundert; Palazzo Altemps, Rom
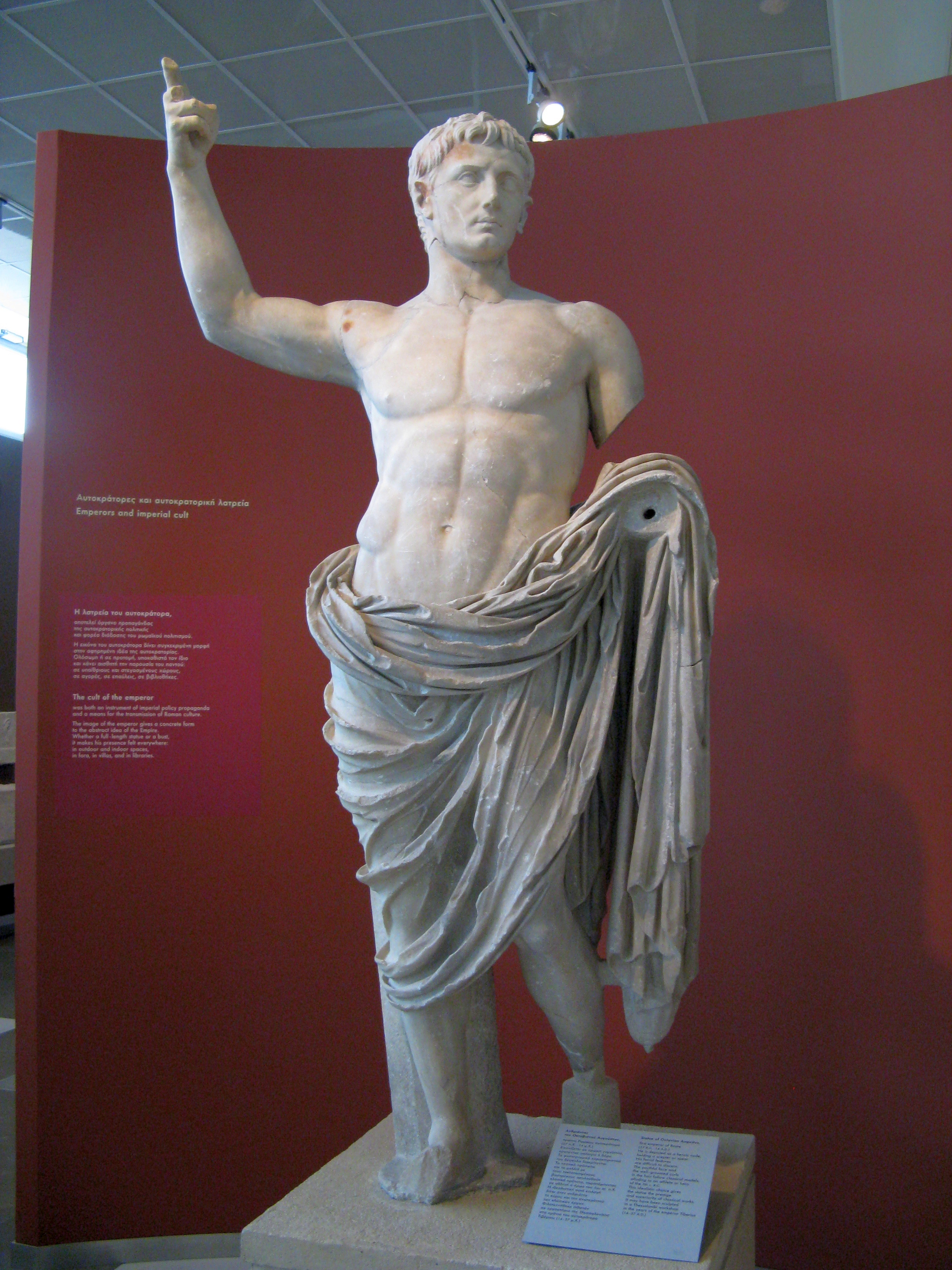
Statue des Augustus, frühes 1. Jahrhundert; Archäologisches Museum Thessaloniki
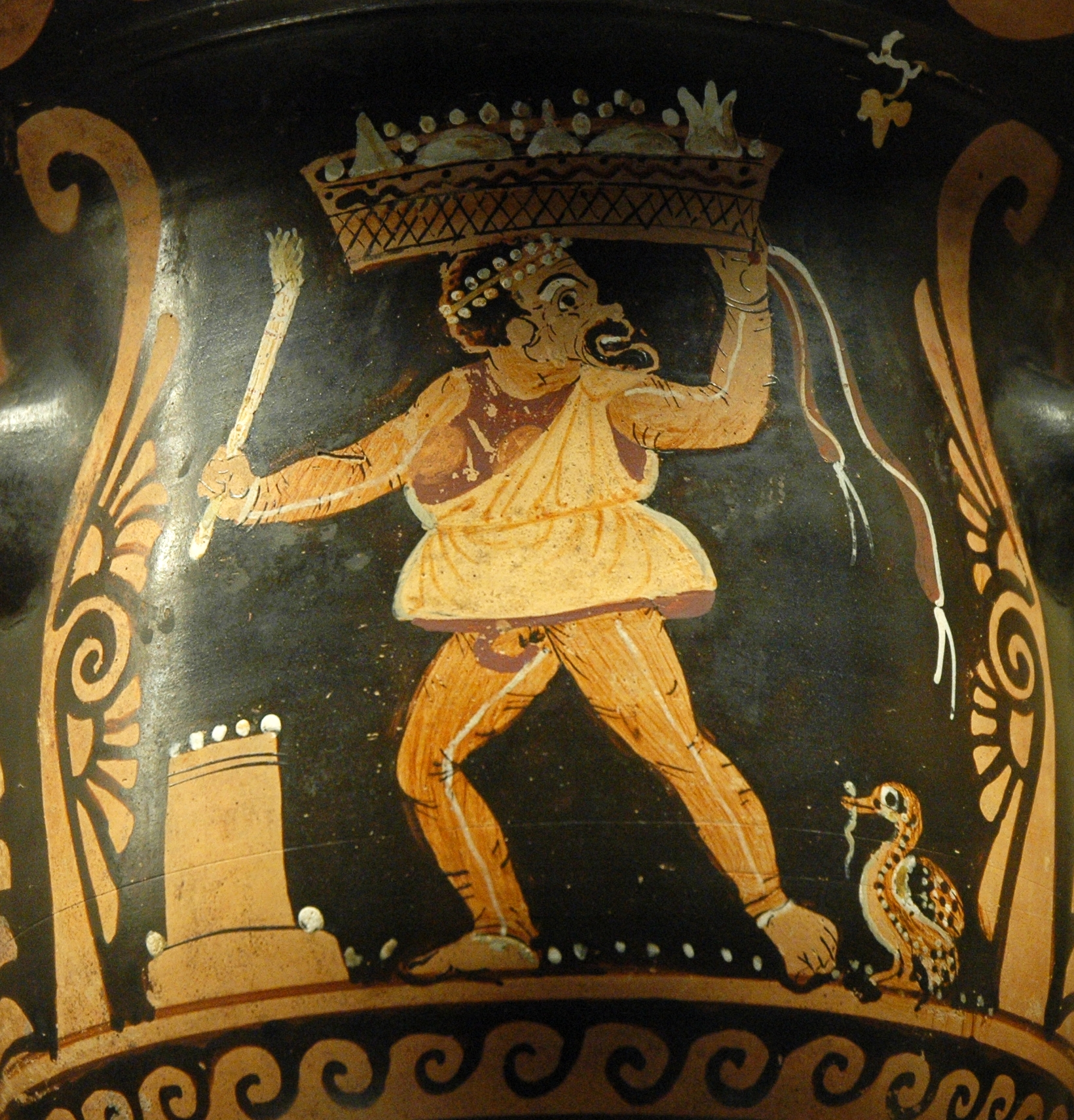
Phlyakenszene des Malers Python. Ein Schauspieler trägt ein Nacktheit karikierendes Somatium als Kostüm, um 360/50 v. Chr.

## Mittelalter und Frühe Neuzeit

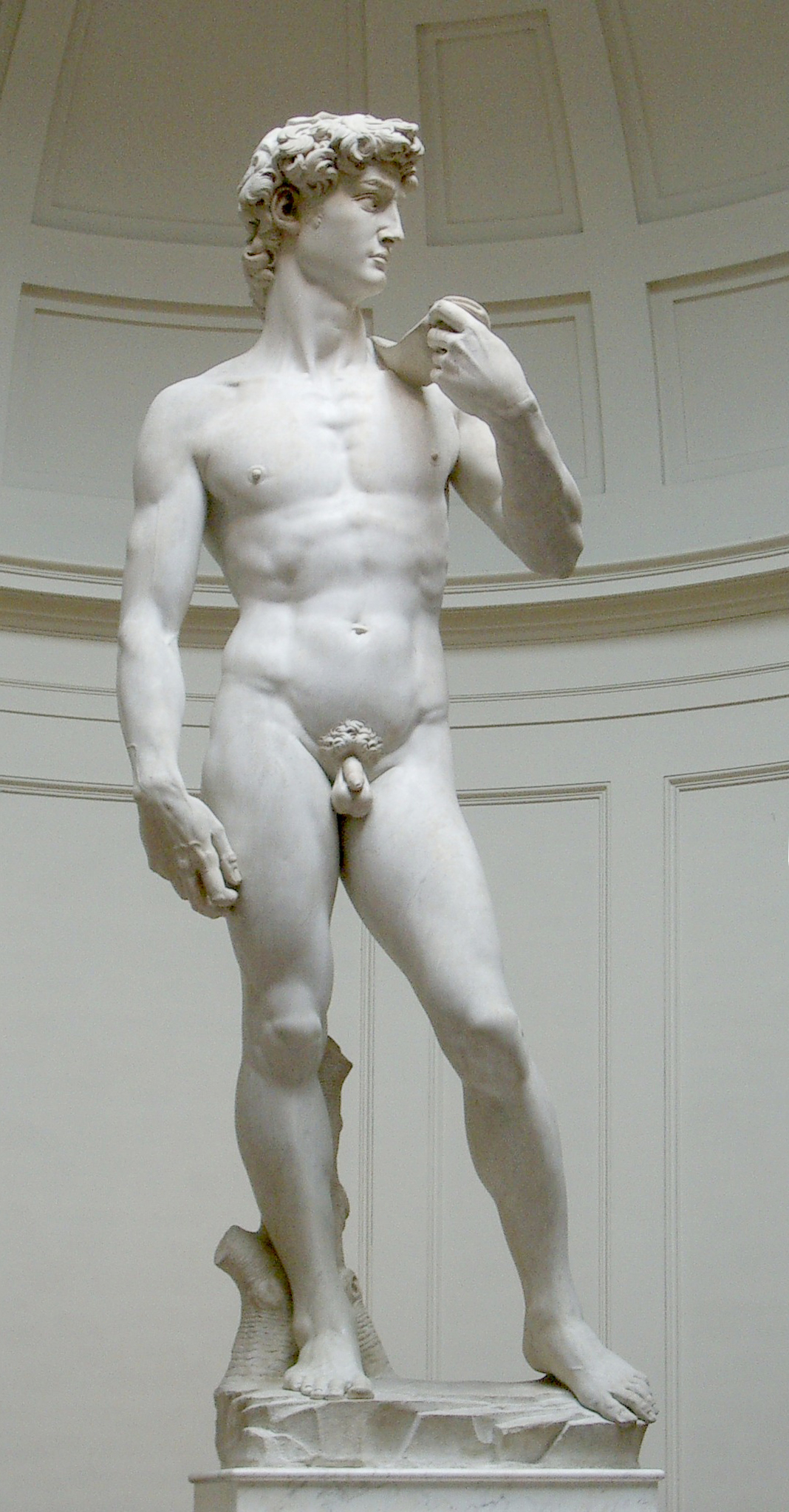
Michelangelos „David“.

Das europäische Mittelalter kannte vier Formen der Nacktheit, von denen einzig die nuditas criminalis abgelehnt wurde. Zu letzterer gehörten auch die antiken Statuen von Herrschern und Göttern. In der mittelalterlichen Kunst wurden solche nackten Statuen auf ihren Säulen oftmals als hochmütige Götzen dargestellt. Es verband sich hier in frühchristlicher Zeit die Ablehnung von Bildnissen überhaupt mit einer den antiken Konventionen zuwiderstehenden Interpretation vor allem der Bildnisse nackter Göttinnen in einer sexualisierten Weise. Dabei kümmerte man sich nicht um die wirkliche Rezeption. Ein Mönch, der einen Codex in der Abtei Montecassino gestaltete, zeigte etwa die römischen Göttinnen Juno und Minerva nackt, was in völligem Widerspruch zu den antiken Konventionen stand. Aphrodite- und Venusstatuen waren auch Vorbild für Abbildungen der Personifikation der Todsünde Luxuria (Wollust, Geilheit). Selbst biblische Gestalten wie Noah, Lot oder Hiob wurden meist nur dann nackt gezeigt, wenn sie in einem negativen Kontext gezeigt wurden.
Anders wurde etwa die Darstellung des nackten Hercules gesehen. Sie wurde hier allegorisch gedeutet und stand für Stärke. Zudem wurde sie etwa auch auf ähnliche biblische Heroen wie Samson übertragen. Auch die Darstellung von Adam und Eva in nackter Weise vor dem Sündenfall war positiv konnotiert. Wie auch der nackte Jonas waren die Darstellungsformen der antiken Kunst entnommen, als Anpassung an den Zeitgeist wurde jedoch – wie es seit der frühchristlichen Kunst manchmal für christliche Sarkophage belegt ist – ein Feigenblatt vor den Intimbereich platziert. Auch Darstellungen von Jesus Christus zeigen diesen häufig nackt als „Neuen Adam“. Allegorische Darstellungen, wie die der Keuschheit, der Wahrheit und der Nächstenliebe, wurden ebenfalls häufig nackt gezeigt. Hier wurde die ideale Nacktheit endgültig auch auf Frauenbildnisse übertragen. Diese Darstellungsformen wirkten über das Mittelalter hinaus nach, in der Renaissance und der Neuzeit gingen derartige Darstellungsformen nackter weiblicher Wesen auf diese mittelalterlichen und nicht etwa auf antike Vorbilder zurück.
Die Rückgriffe auf das Mittelalter spiegeln sich noch lange Zeit etwa darin wider, dass selbst Künstler wie Albrecht Dürer die Diana, Benvenuto Cellini die Minerva oder Antonio da Correggio seine Juno entgegen antiken Konventionen nackt zeigten. Die Göttinnen waren Symbole der Keuschheit und wurden noch in den mittelalterlichen Konventionen für Keuschheit dargestellt. Erst Raffael rückt die antiken Vorbilder in das Zentrum des Interesses, die mittelalterlichen Darstellungsweisen bleiben dennoch neben den Rückgriffen auf die Antike noch lange bestehen. Rückgriffe auf die Antike drangen in der Renaissance trotzdem selbst in die religiöse Kunst. Beim nackten Christuskind in Raffaels Sixtinischer Madonna ist etwa das antike Ideal deutlich spürbar. Michelangelo wiederum zeigt in seinem Tondo Doni mit der Darstellung der Heiligen Familie im Hintergrund Gruppen nackter Jünglinge. Es ist der Rückblick auf die idealisierte, heroische Antike. Nicht immer ist auf den ersten Blick klar, ob es sich um eine antikisierende oder eine christliche Form idealer Nacktheit handelt. So gibt es für Donatellos David Interpretationen sowohl in die eine als auch in die andere Richtung: Sie gilt einerseits als erste freistehende nackte Statue seit der Antike, andererseits wird sie als allegorische Darstellung der Verletzlichkeit in einem christlichen Sinne interpretiert. In dieser Weise muss man auch die auf antike Vorbilder zurückgehenden Darstellungen männlicher und weiblicher nackter versklavter Figuren sehen, die etwa als Weihwasserbeckenträger von Antonio Federighi im Dom von Siena gefertigt wurden. Hier wurden antike Formen zu Vorbildern des siegreichen christlichen umgedeutet. Daneben steht eine negative Sichtweise, die die antike Kunst dämonisierte; selbst Michelangelos nackten christlichen Helden in der Sixtinischen Kapelle, deren Darstellung sich an idealisierenden antiken Konventionen orientierte, wurden 1555 die nackten Blößen übermalt. Dennoch hatte sich im 16. Jahrhundert die Nacktheit all’antica in der Kunst durchgesetzt, wenngleich es üblich war, sie wirklich in Form und Inhalt an antiken Vorlagen zu orientieren. So schuf etwa Lucas Cranach der Ältere verschiedene Bildnisse der Venus und auch des Paris-Urteils.

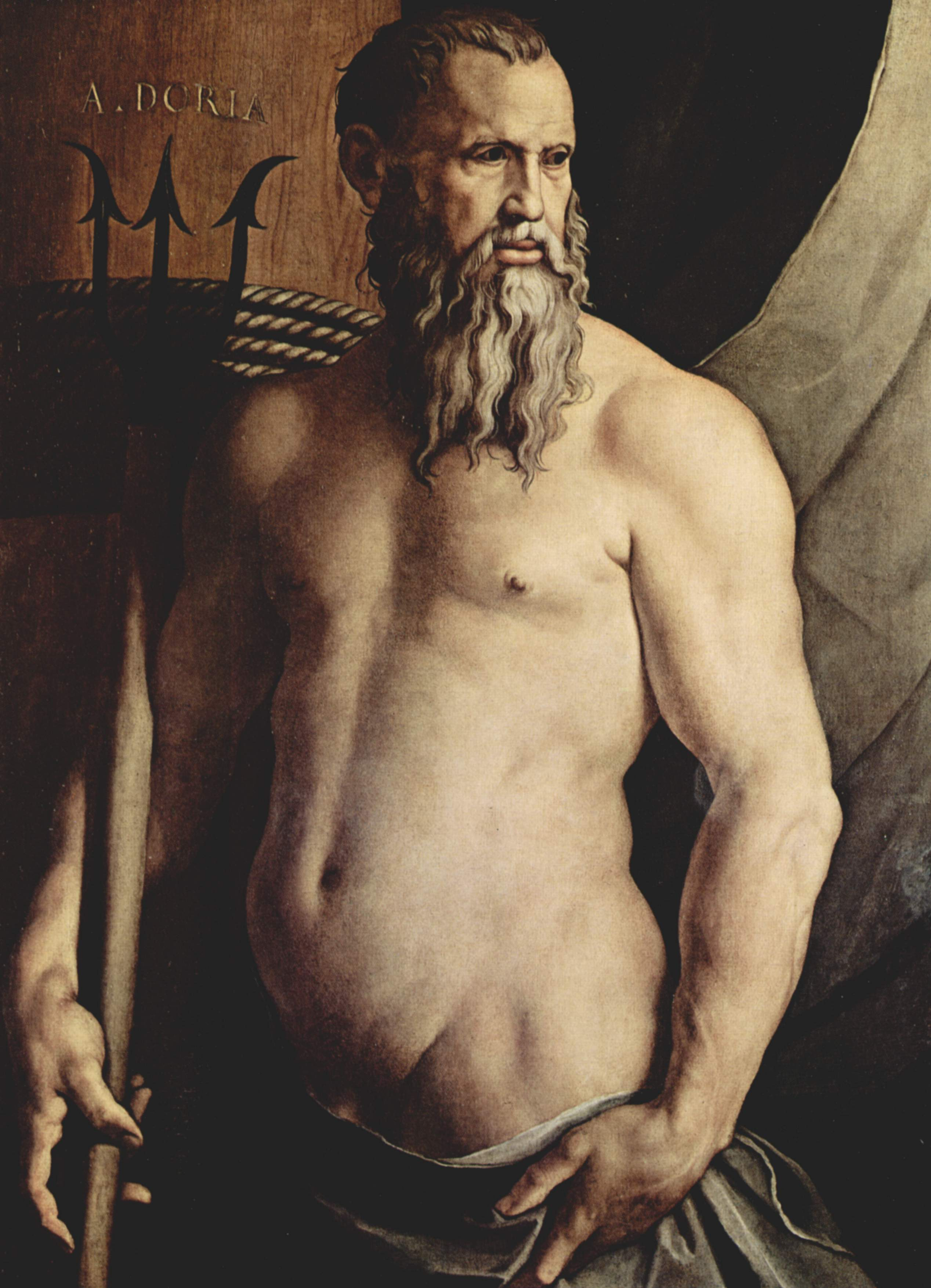
Andrea Doria als Neptun, um 1540/50; Pinacoteca di Brera, Mailand

Beeinflusst durch den Humanismus entwickelt sich schon früh in der spätmittelalterlichen, früh-renaissancezeitlichen Kunst auch wieder ein Darstellungsschema für nackt-idealisierende Herrscherbilder. Schon 1390 lässt sich Francesco Novello da Carrara in Anlehnung an eine Münze des römischen Kaisers Vitellius mit nackter Büste auf einer Medaille darstellen. Auch andere Künstler wie Donato Bramante folgen diesem Vorbild. Doch auch hier gibt es Formen einer christlichen Adaption dieser Darstellungsform. Bischof Niccolò Palmieri ließ beispielsweise den Spruch aus dem Buch Hiob nudus egessus sic redibo („ich bin nackt von meiner Mutter Leibe gekommen, nackt werde ich wieder dahinfahren“) dazuschreiben. Andere Herrscher ließen sich nach antikem Vorbild vollkommen nackt darstellen. So ließ Andrea Doria in Carrara eine Statue von sich errichten und Agnolo Bronzino ein Gemälde von ihm malen. In beiden Fällen ließ sich der berühmteste Seeheld seiner Zeit als Neptun darstellen. Auch Karl V. ließ eine Statue durch Leone Leoni anfertigen, die allerdings bei Bedarf mit einer Rüstung verhüllt werden konnte. Es gibt sogar ein Bildnis Martin Luthers von Peter Vischer dem Jüngeren, das Luther in idealer Nacktheit umgeben von ebenfalls nackten Tugendallegorien darstellt.
Die Gegenreformation beendete vor allem im privaten Bereich für längere Zeit derartige Darstellungen. Erst in der Mitte des 18. Jahrhunderts kam diese Darstellungsform wieder in Mode, nun auch ohne die christlich-religiösen, allegorischen Formen. Wortführer bei der Wiederbelebung dieser Darstellungsformen sind Johann Joachim Winckelmann und Johann Wolfgang von Goethe, in bildlicher Form steht Jacques-Louis David am Beginn einer Neubelebung. Vor allem in Frankreich und Italien wurde zu dieser Zeit auch wieder die nackte Porträtstatue modern.
Das Vorbild antiker Kunstwerke, insbesondere der Statuen, die anders als die Malerei in größerer Anzahl überliefert wurden, war von kaum zu überschätzenden Einfluss auf die neuzeitlichen Künstler. Seit Raffael und Leonardo da Vinci war es üblich, Figuren nackt anzulegen. Natur- und Antikenstudium traten nebeneinander, wobei, selbst als es genug Aktmodelle gab, das Studium antiker Kunstwerke weiterhin von zentraler Bedeutung blieb. In seinen theoretischen Schriften tritt etwa Peter Paul Rubens für das Studium der antiken Bildwerke (De imitatione statuarum, um 1608) ein. Der einsetzende akademische Kunstunterricht im 15. Jahrhundert brachte auch ein professionelles Aktstudium mit sich, doch mussten sich die so entstandenen Kunstwerke in die Konventionen einpassen und die problematische Nacktheit zu einem, wie es später genannt wurde, unproblematischen Akt werden. Das Studium der antiken Bildwerke entspricht damit einem Idealismus, der neben dem Naturalismus steht. Beide Seiten wurden als Voraussetzung für die Vervollkommnung künstlerischer Ambitionen angesehen.

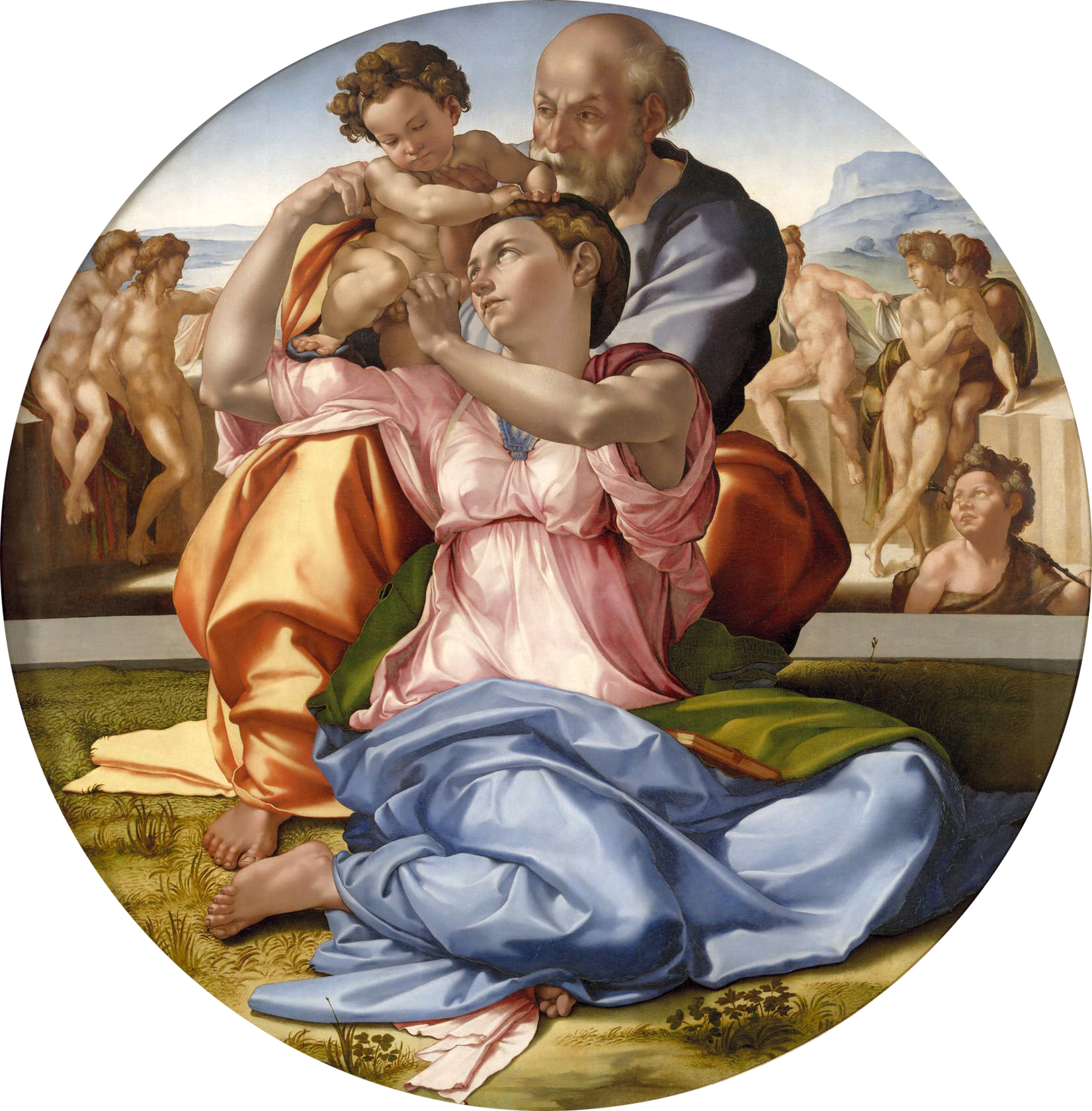
Tondo Doni von Michelangelo, 1506 bis 1508; Uffizien, Florenz
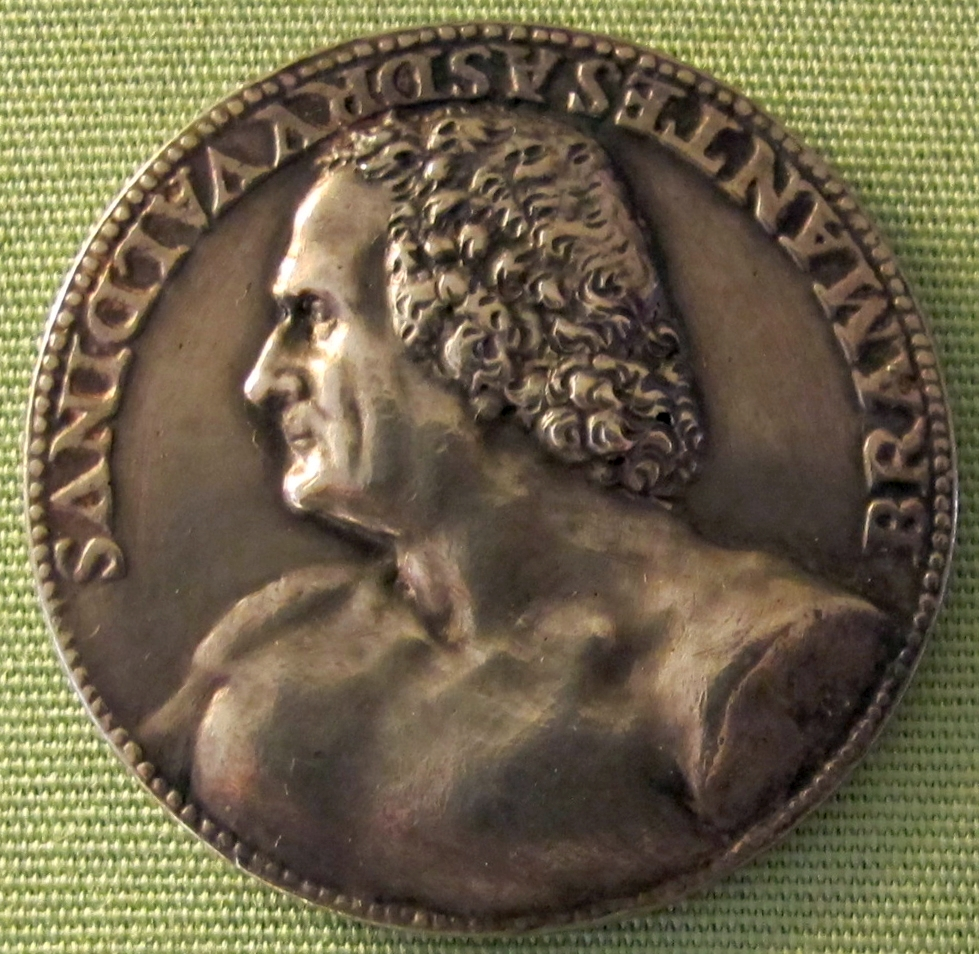
Medaille mit dem Porträt Bramantes, um 1506
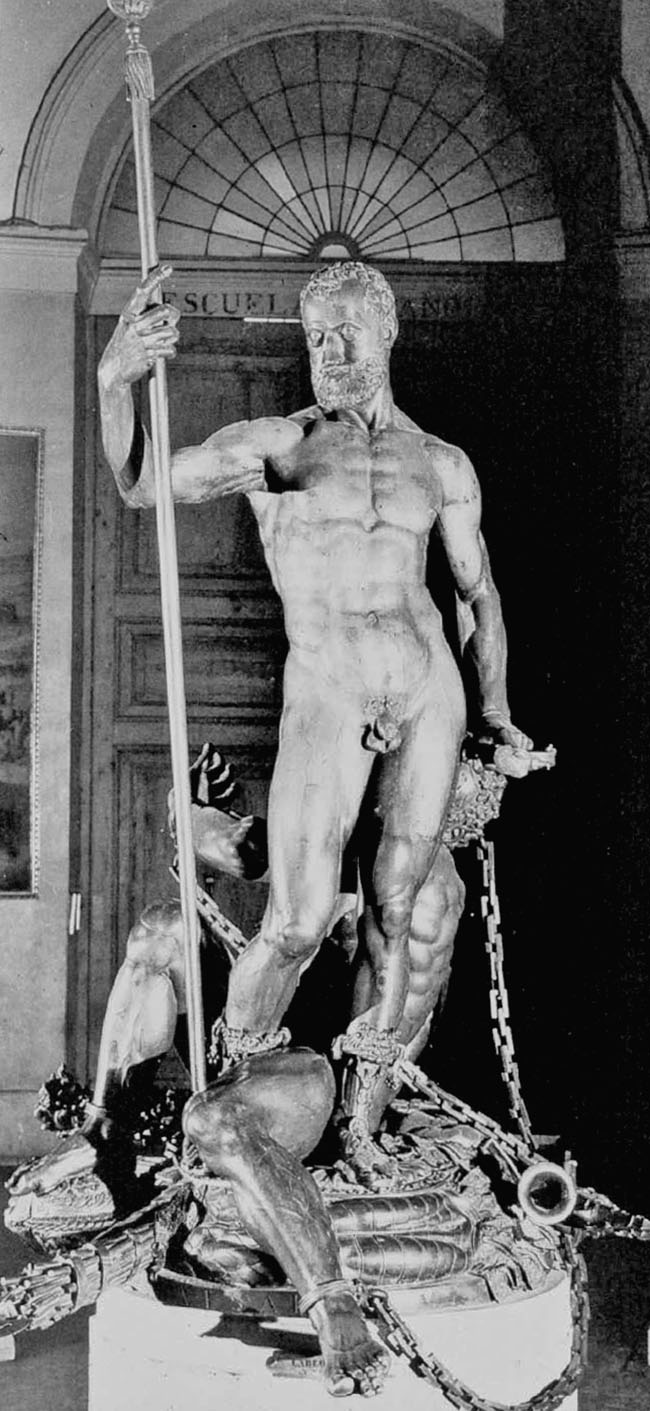
Statue Karls V. von Leone Leoni; um 1550
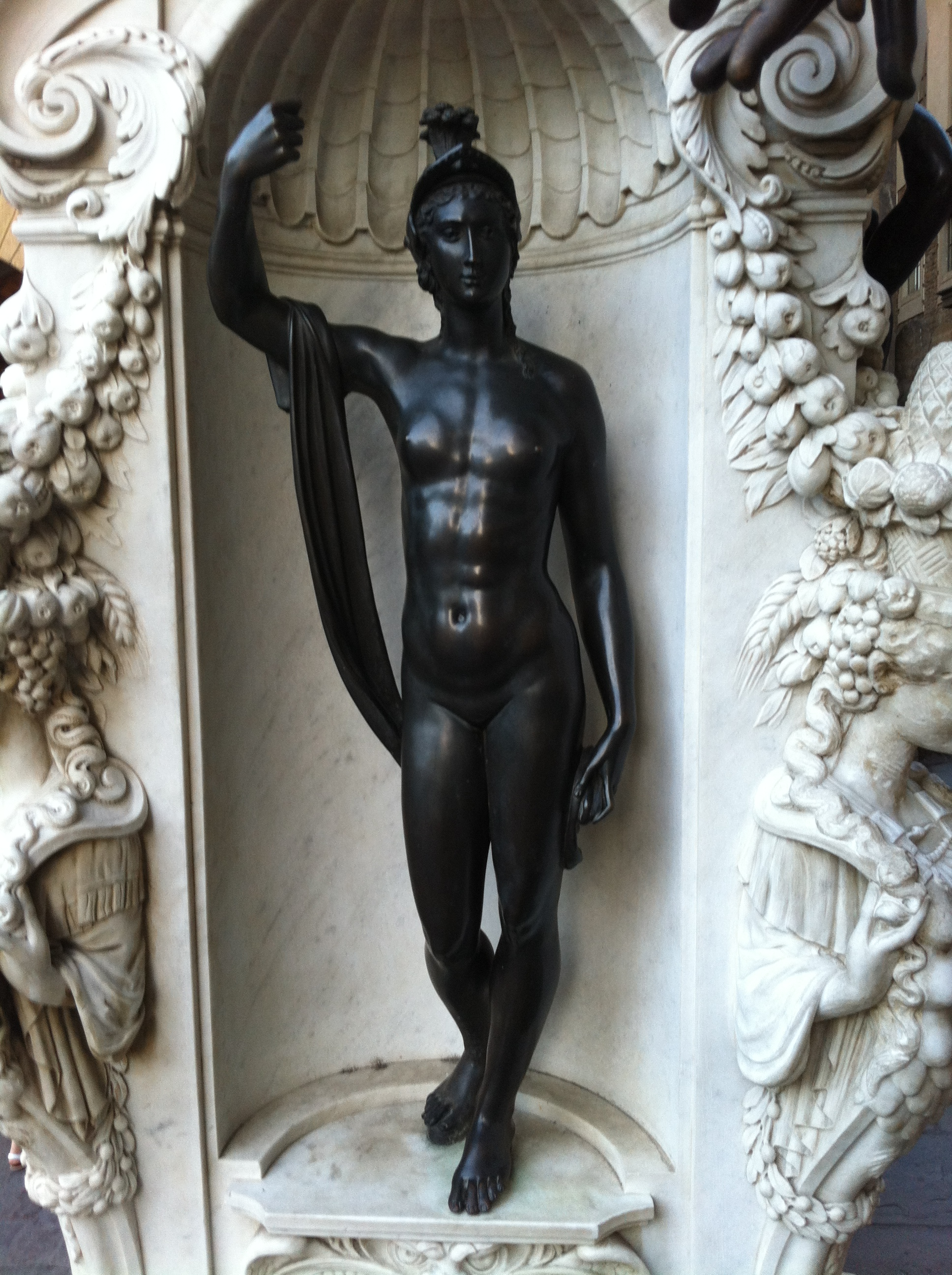
Cellinis Minerva in der Säulenbasis seiner Perseus-Statue mit dem Haupt der Medusa, Kopie in Florenz
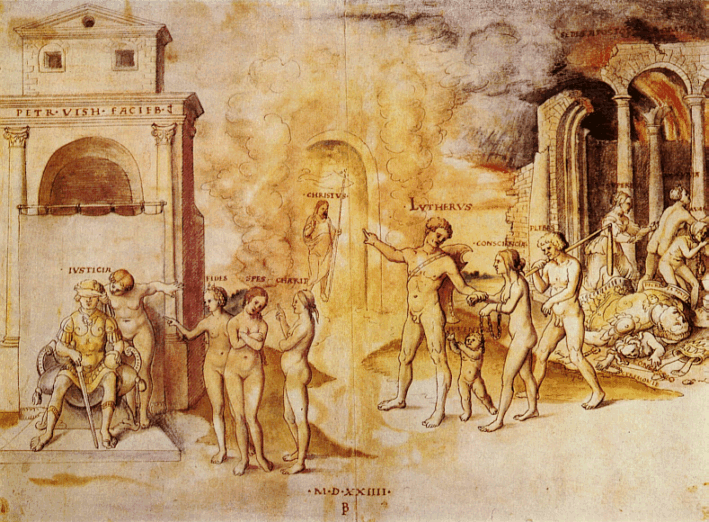
Peter Vischers allegorische Darstellung vom Sieg der Reformation mit einem nackten Martin Luther

## Ab dem 19.Jahrhundert

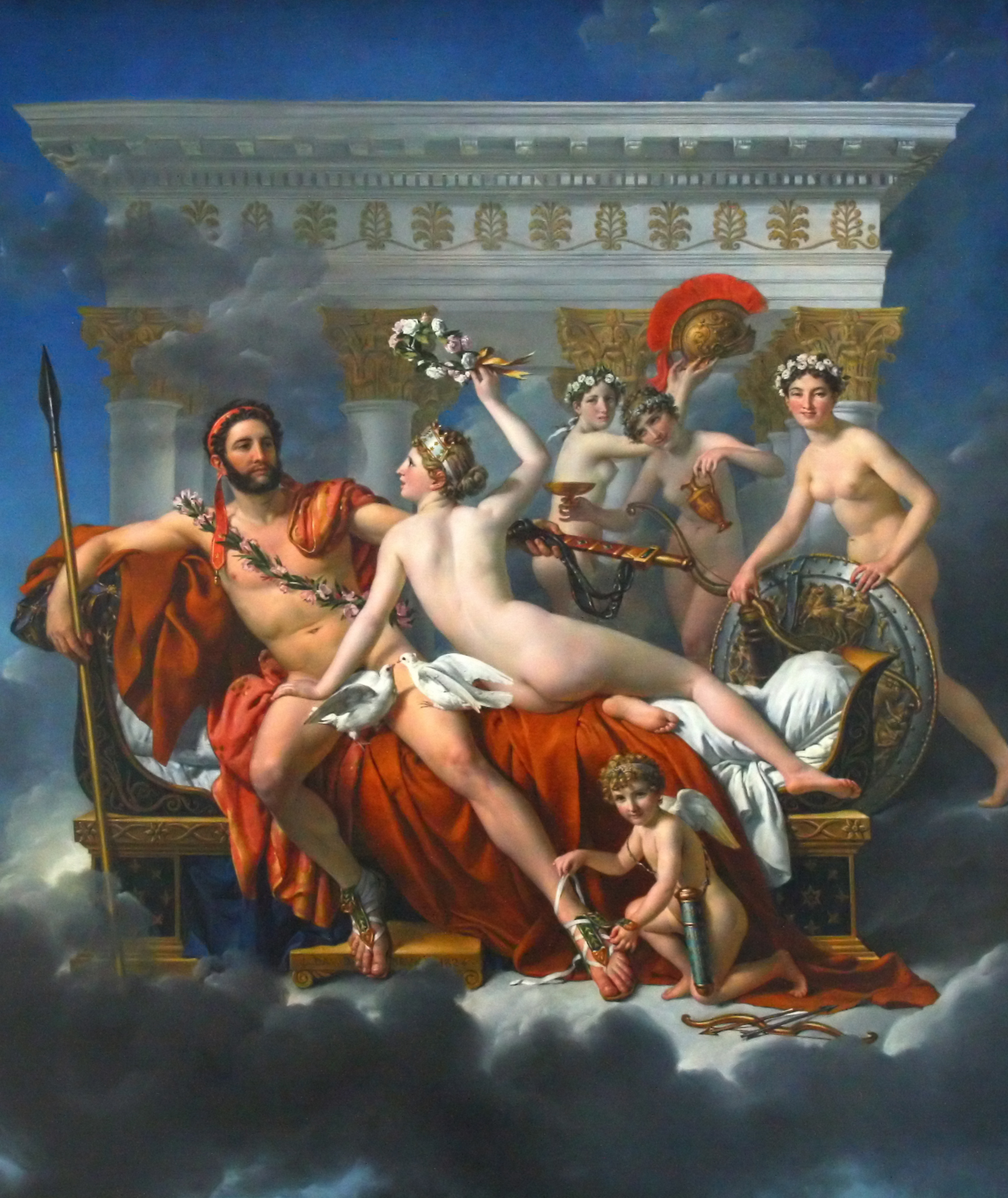
Mars wird von Venus entwaffnet, Jacques-Louis David, 1824; Musées royaux des Beaux-Arts de Belgique, Brüssel

Eines der Hauptwerke dieser Wiederbelebung war die nackte Kolossalstatue Napoleon I. von Antonio Canova. Es brauchte einige Überredungskunst Canovas, da sich Napoleon zunächst zierte, sich dann aber von den auf die Antike verweisenden Argumenten Canovas überzeugen ließ. Im Jahr 1831 malte Eugène Delacroix in heroisch-allegorischer Nacktheit Die das Volk führende Freiheit. In der Zeit der Romantik gingen solche Darstellungen unter christlichem Einfluss wieder etwas zurück, verschwanden aber nicht mehr ganz. Großen Erfolg etwa hatte der US-amerikanische Bildhauer Hiram Powers ab 1841 mit seinem Hauptwerk The Greek Slave ‚Griechische Sklavin‘. Gegen Ende des 19. Jahrhunderts kommt es noch einmal zu einem vom Großbürgertum getragenen Höhepunkt. So wurde 1891 mit der Statue des Künstlers Vital Dubray Die Erleuchtung der Welt durch die Freiheit die Freiheit als Frau und nackt dargestellt. Protagonisten dieser Kunst sind etwa Auguste Rodin mit seiner Statue Der Denker oder Max Klinger mit seinem nackten Beethoven-Torso. Selbst in der kaiserlichen Repräsentation waren noch einmal solche Bildnisse möglich, wie beim Kaiser-Friedrich-Denkmal in Bremen.
Der Klassizismus gilt als die Epoche der Kunst, in der wie in keiner anderen die Vorstellung einer idealen oder heroischen Nacktheit das Kunstbild prägte. In dieser Zeit wurden auch die Begriffe geprägt. Während des Historismus tritt die Darstellung heroisierender Nacktheit abgesehen von der Salonmalerei in den Hintergrund. Erst die Kunst der Moderne besinnt sich auf die antiken Vorbilder und den Vorbildcharakter dieses Goldenen Zeitalters. Künstler wie Hans von Marées, Pierre Puvis de Chavannes oder Paul Cézanne schaffen Werke, die einerseits die antiken Formalismen aufgreifen, andererseits aber entspannt mit der Geschlechtlichkeit umgehen. Auch in der Fotografie kommen die Rückgriffe auf die Antike zum Tragen. Wilhelm von Gloeden bildet junge Männer (Epheben) nicht selten sogar innerhalb antiker Ruinen in Posen ab, die aus der antiken Kunst übernommen sind. Der eher akademischen Rezeption wurde eine eskapistische Form entgegengesetzt. Im Sog der entstehenden Freikörperkultur versuchten sich Künstler wie Fidus an einem unverkrampften Umgang mit dem menschlichen Körper, der in seiner idealen Form in den Mittelpunkt der Kunst gerückt wurde.
Um 1900 begann sich eine „Neuklassik“ herauszubilden. Sie erreichte einen letzten Höhepunkt während der faschistischen Regimes im Europa der 1920er bis 1940er Jahre. Heroisch überhöht wurden etwa Soldaten bei Kriegerdenkmälern in antiker Tradition gezeigt. Künstler wie Arno Breker schufen zumeist allegorische Werke, die von der modernen Kunstwissenschaft zum Teil kritisch beurteilt werden. Doch auch Künstler wie Arnold Böcklin, Pablo Picasso oder Mario Sironi trugen bedeutende Werke in der Malerei, Aristide Maillol, Louis Tuaillon oder Georg Kolbe in der Bildhauerei bei.

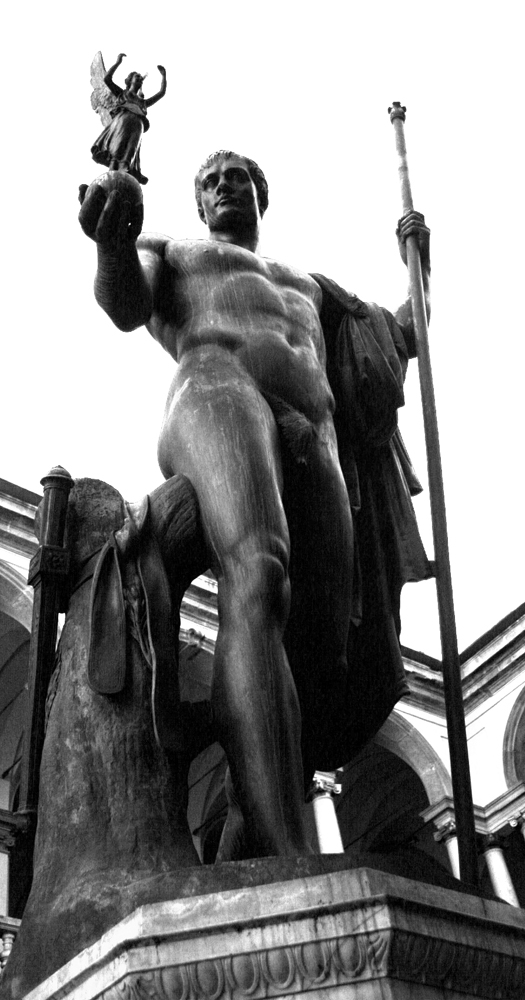
Canovas Statue von Napoleon in Mailand
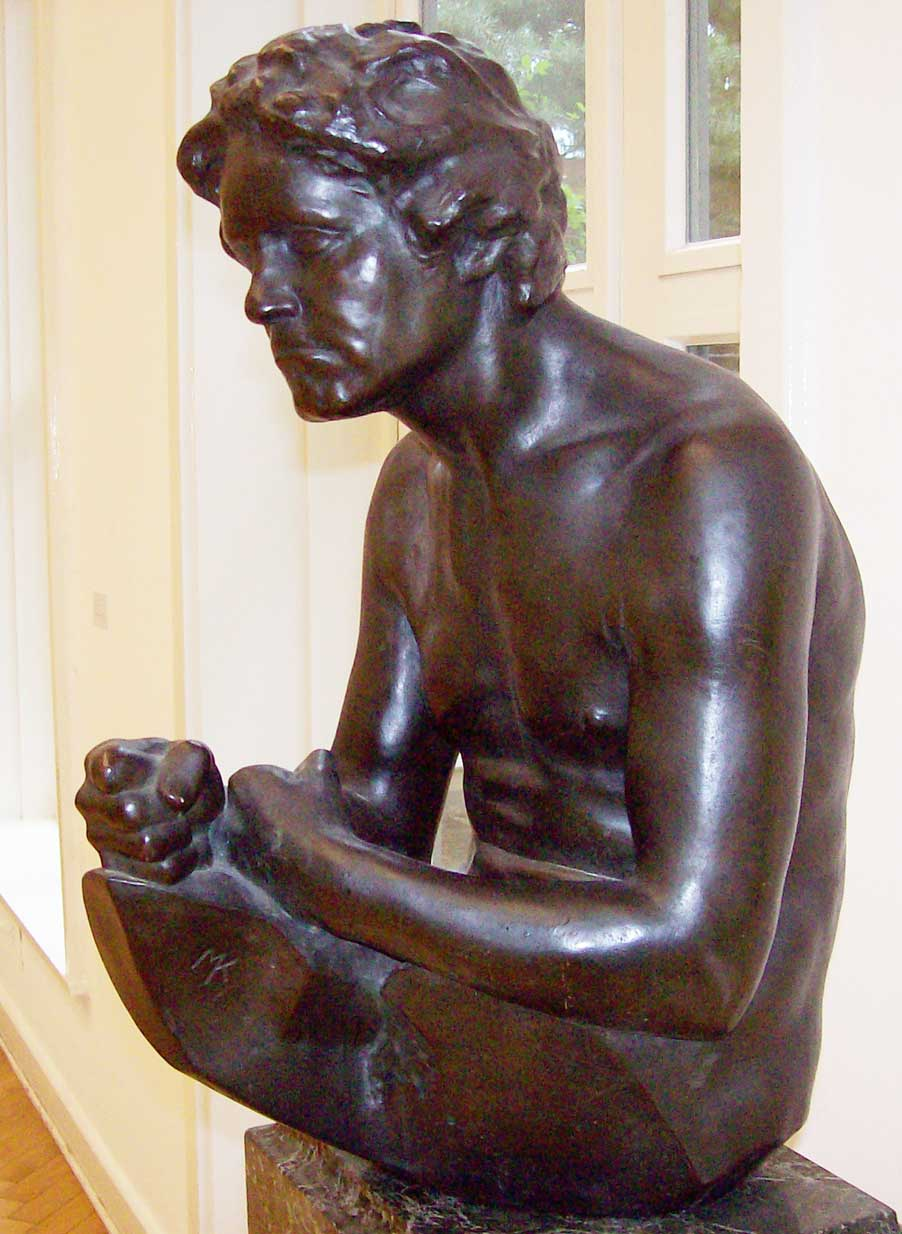
Beethoven-Torso Max Klingers (1902)
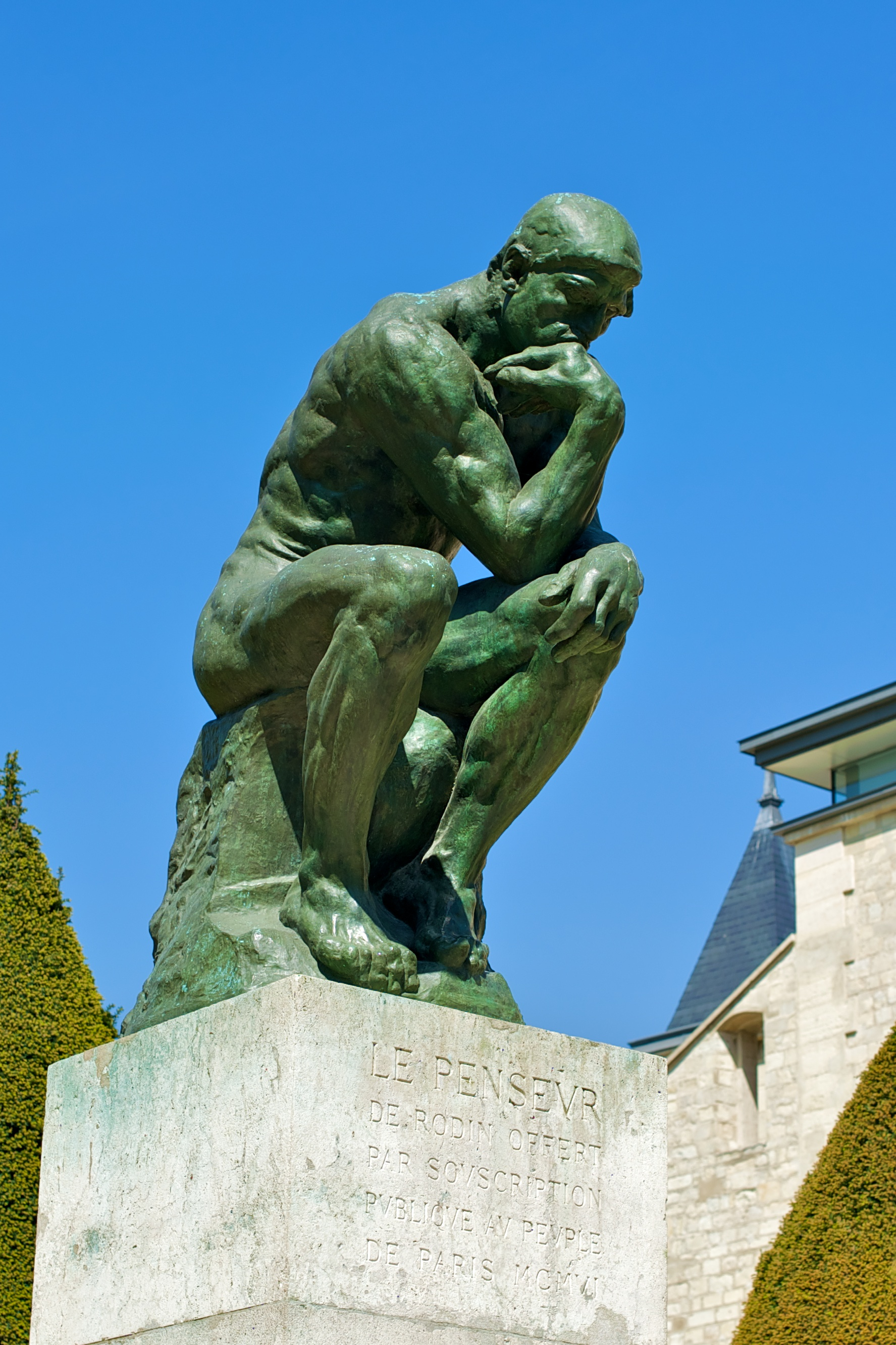
Rodins „Denker“
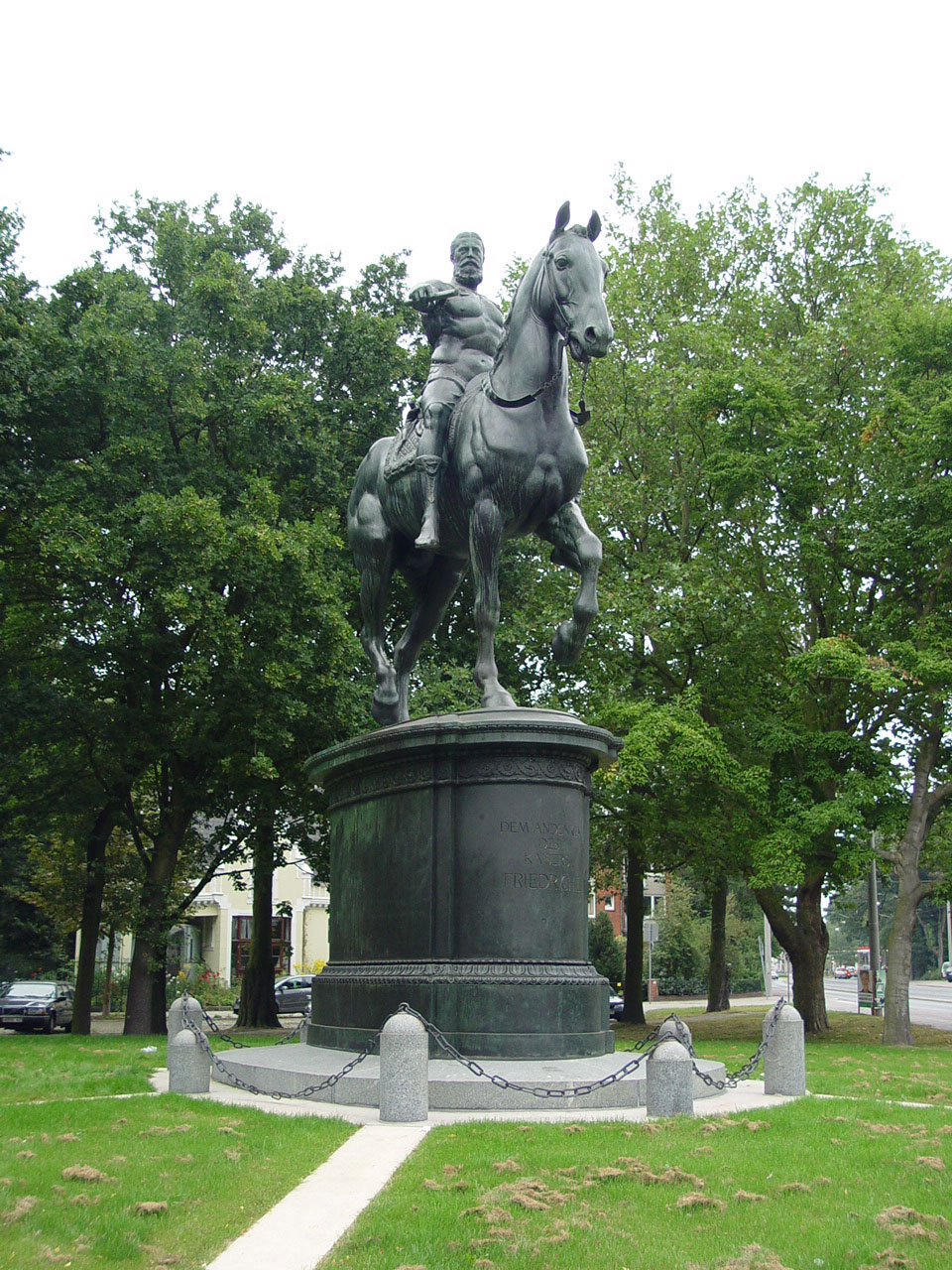
Kaiser-Friedrich-Denkmal in Bremen
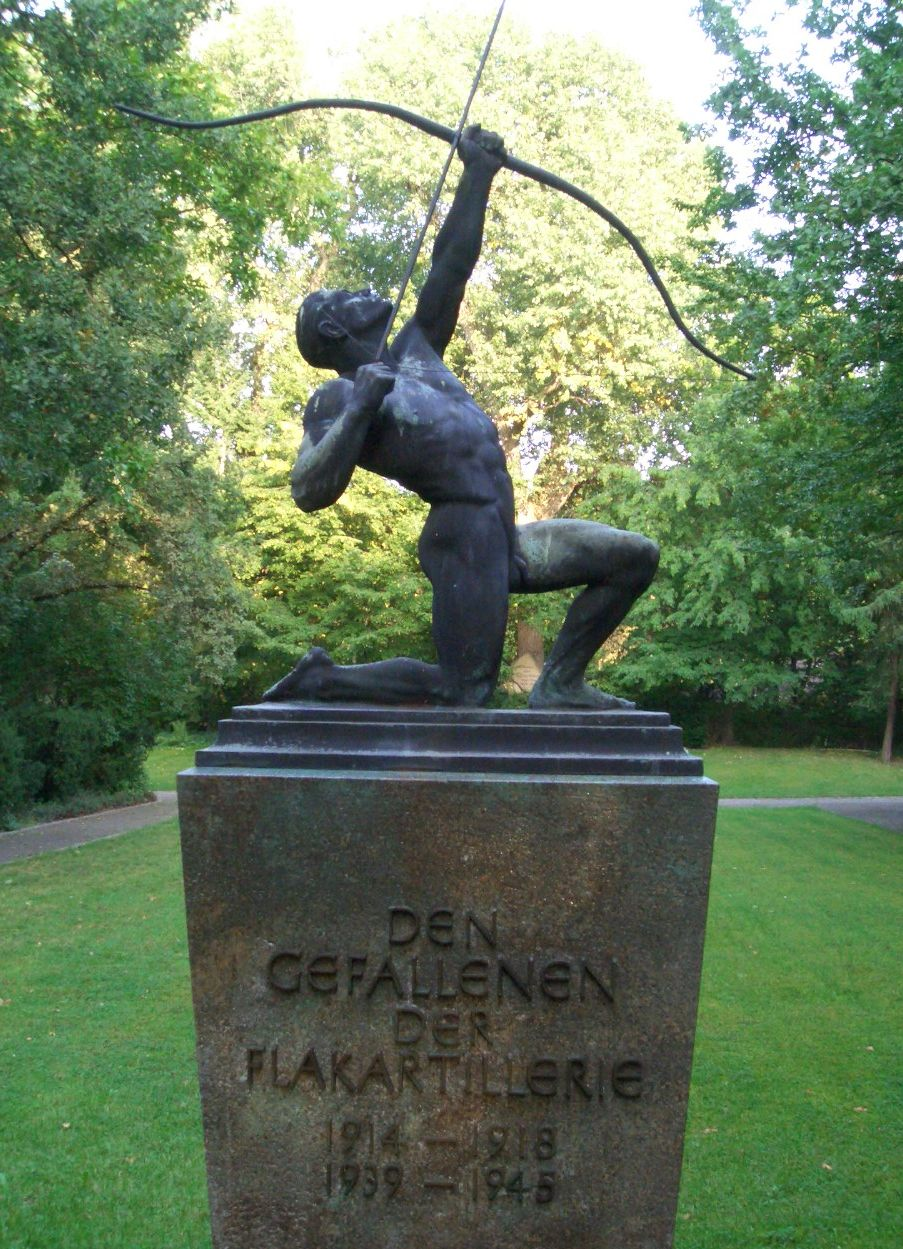
Felix Kupsch, Ehrenmal für die Gefallenen der Flakartillerie, 1933, Berlin
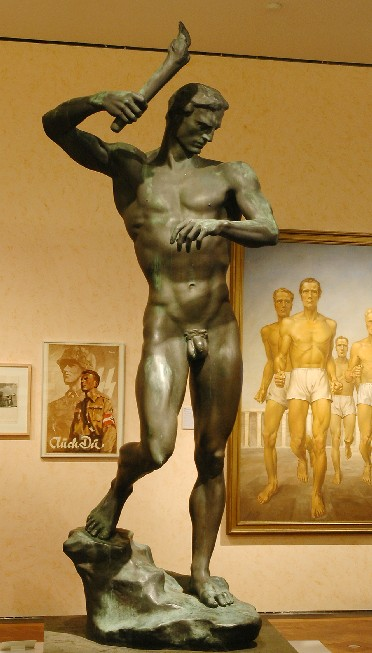
Brekers Prometheus (1934)